# Børge Aagaard Nielsen
Børge Aagaard Nielsen  (16. november 1909 i Skive – 21. februar 1997) var en dansk civilingeniør, direktør og virksomhedsgrundlægger.
Han var søn af grosserer N. Aagaard Nielsen (død 1960) og hustru tandlæge Mathilde Karoline f. Jensen (død 1973), blev student fra Silkeborg Gymnasium 1927 og cand. polyt. 1933 fra Polyteknisk Læreanstalt. Nielsen var dernæst ansat i A/S Bang & Olufsen fra 1933 og stiftede 1935 sammen med civilingeniør Carl Schrøder I/S Radiometer. Han var senere medstifter af Radiometer A/S 1964, adm. direktør 1964-71 og formand for bestyrelsen 1964-74.
Han blev medlem af Akademiet for de Tekniske Videnskaber 1966 og tildelt Alexander Foss' Guldmedalje 1954.
Han blev gift 4. marts 1938 med tandlæge Bodil Katrine Leding (8. marts 1912 i Nørre Nebel – ?), datter af direktør Jens Leding (død 1952) og hustru Birgitte f. Jensen (død 1958).